# يو إف سي 144
يو إف سي 144: إدغار ضد هندرسون (بالإنجليزية: UFC 144: Edgar vs. Henderson)‏ هو حدث لفنون القتال المختلطة نظمته يو إف سي، أُقيم في 26 فبراير 2012، على صالة سايتاما الكبرى في سايتاما، اليابان.